# Esperantido
Esperantido è il termine usato all'interno della comunità degli studiosi dell'esperanto e delle lingue artificiali per descrivere un progetto di lingua basato o ispirato all'esperanto.
Il termine esperantido in origine faceva riferimento ad un progetto ben preciso, quello che più tardi venne conosciuto come ido. La parola esperantido deriva da esperanto seguito dal suffisso -ido (che, nell'esperanto stesso, indica un discendente). Di conseguenza, esperantido significa letteralmente "derivato dall'esperanto".

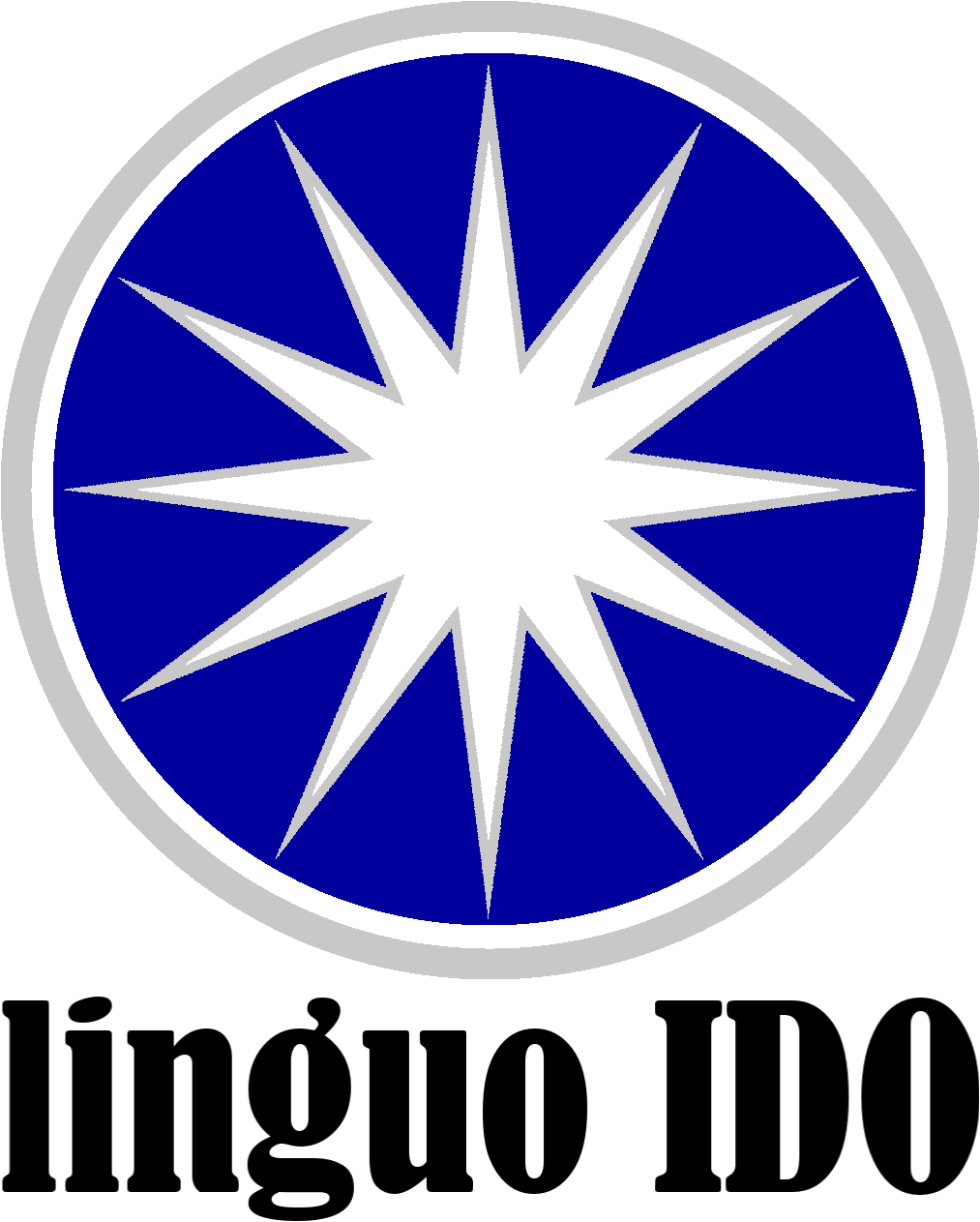
Logo della lingua ido.

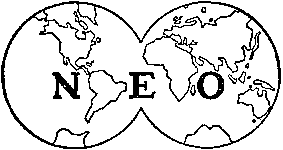
Logo della lingua neo.

## Storia

### Progetti di riforma dell'esperanto
Alcuni esperantidi sono stati creati per superare quelle che venivano percepite come debolezze dell'esperanto o di altri esperantidi. È significativo che già Ludwik Lejzer Zamenhof, l'autore dell'esperanto, propose, nel 1894, una serie di cambiamenti al linguaggio (il cosiddetto esperanto riformato), che però furono respinti degli esperantisti dell'epoca. È stato anche ipotizzato che Zamenhof propose intenzionalmente cambiamenti così radicali da assicurarsi il rifiuto e consolidare la versione usata.

### Specie di esperantidi
Ci sono progetti, come l'ido o i numerosi progetti di René de Saussure che sono chiaramente esperantidi, sia perché gli autori lo dichiarano espressamente sia perché la loro struttura rende evidente tale parentela. Altri esperantidi non sono dichiaratamente tali, ma è possibile notare il loro esserlo dalla loro struttura (esperantidi pastiche).
Infine ci sono alcuni esperantidi i cui autori dichiarano espressamente la loro relazione con l'esperanto, anche se essa non è evidente in base alla loro struttura, come per esempio per il Romanal. Molti progetti di esperantidi, forse la maggior parte, non lo sono esattamente, poiché in realtà essi sono tentativi di riforma dell'ido (cioè sono ididoj), poiché gli idisti nella loro storia hanno avuto una tendenza ad auto-riformare la propria lingua molto maggiore rispetto agli esperantisti.
Generalmente non si applica il termine esperantido alle lingue artificiali che sono apparse dopo l'esperanto ma hanno solo un minimo di influenza dell'esperanto, come Occidental/Interlingue e l'Interlingua della IALA.
Secondo lo scopo si possono dividere gli esperantidi in "fantastici" e "non fantastici". Gli esperantidi fantastici, come l'adjuvilo o l'Arcaicam Esperantom sono stati proposti solo con scopi letterari.
Gli esperantidi non fantastici sono progetti che, come l'ido, hanno lo scopo di sostituire l'esperanto “ortodosso”. Gli esperantidi non fantastici si possono dividere in "radicali" o "moderati". I progetti radicali, come l'ido, propongono importanti cambiamenti all'esperanto; gli esperantidi moderati, come l'antido, propongono cambiamenti meno importanti e spesso restano fra l'ido e l'esperanto.

### Scopo degli esperantidi non fantastici
La riforma e il miglioramento dell'esperanto è lo scopo ed il sogno di centinaia di uomini, i quali ritengono che il mancato successo dell'esperanto derivi da imperfezioni della sua struttura linguistica. Risolte esse, la lingua che ne deriva raggiungerebbe il ruolo internazionale e inter-umano desiderato per l'esperanto. I sostenitori dell'esperanto “ufficiale” al contrario ritengono che esso è già completamente utilizzabile, come attesta il suo vasto uso come lingua artificiale di maggiore successo.

### Gli esperantidi oggi
Soltanto l'ido di Beaufront, Couturat e Leau, e il neo di Alfandari hanno avuto un'applicazione pratica degna di nota e posseggono tuttora un piccolo movimento di sostegno. L'interesse per gli altri progetti è in genere terminato poco dopo la loro creazione o la morte dei loro autori; oppure questi esperantidi sono rimasti allo stadio di creazioni individuali. Le molte lingue artistiche create di recente hanno preferito in genere modelli stabiliti a priori, come ad es. il klingon, il na'vi, il láadan e il dothraki; oppure derivazioni dalle lingue letterarie classiche e moderne, come i linguaggi della Terra di Mezzo di Tolkien.

## Lista di esperantidi
La lista che segue, pur non essendo completa, è rappresentativa, perché comprende gli esperantidi più conosciuti e molti di quelli meno conosciuti.

### A
- Adjuvanto (di Louis de Beaufront)
- Adjuvilo, fantastica
- Antido (di René de Saussure, 1907)
- Arcaicam Esperantom, dialetto fantastico volutamente arcaizzante.

### C
- Carmeni

### D
- Dutalingue (1908)

### E
- Eo, radici brevi (1926)
- Esk (M. Sendahl, Brasile, 1912 o 1913)
- Espenov
- Esperando (2000)
- Esperan, (2003 - creato per motivi estetici)
- Esperant', lingua franca alternativa
- Esperanta (esperantido)
- Esperanto II (di René de Saussure, 1937)
- Esperanto de DLT, sistema di traduzione (1983)
- Esperanto moderna
- Esperantida (di René de Saussure, 1919)
- Esperantido
- Esperanto riformato (proposto dallo stesso Zamenhof, creatore dell'Esperanto)
- Esperantuisho

### F
- Framasona Esperanto, lingua franca speciale

### I
- Idido
- Ido
- Italico (Triola, 1909)

### K
- Konkordio (di René de Saussure)

### L
- Latin-Esperanto, (Giuliano Vanghetti, 1911. Basato sul lessico del Latino sine flexione di Giuseppe Peano e sulla grammatica dell'Esperanto)
- Latin-Ido (Giuliano Vanghetti, con influenze dell'Ido)
- Linguo internationala (Evacustes Phipson, Groydon, 1908)
- Lingvo monde (Wladislas Kozlowski, San-Diego (Kalifornio), 1949)
- Logo (esperantido) (Edgar Darde, Makcjevka, 1907)

### M
- Menimo (Diego Starrenburg, Valencia, 1922)
- Moderna Esperanto (Teddy Hagner, Houston, 1958)
- Mondlango
- Mundolinco

### N
- Neo (Alfandari, 1937-1961)
- Normlingva Esperanto, lingua franca tecnica
- Novam (1928)
- Nov-Esperanto (René de Saussure, 1925)
- Nuv-Esperanto (Jean Barral, 1910-12)

### O
- Ortologia Esperanto

### P
- Poliespo, polisintetica, per mezzo della lingua cherokee
- Popido, fantastica

### R
- Reform-Esperanto (1910)
- Romanal (1912)

### S
- Sen:esepera, "svarabakta", con 14 consonanti (1996)
- Sintesal (N. Rubinin, Rusio, 1931)
- Slava Esperanto (Josef Konechný, 1912)
- Snifferanto (2006)
- Spelling (Johano Kubacki, Indiana, 1949)

### U
- Union-Sistem (Jean Barral, 1914)
- Unitario (1987)
- Universal (1923-1928)
- Universala lingva kodo, fikcia

### V
- Vikto (1981)

### W
- Womeze (Michele Guglielmino, 2012).
- Womishe (Michele Guglielmino, 2020).
- Womezo (Michele Guglielmino, 2022).

### X
- Xomeze (Michele Guglielmino, 2009)